# TBS News
TBS News, es una estación de televisión que emite noticias las 24 horas del día. Es la red de noticias en televisión más antigua de Japón, fue fundada el 1 de agosto de 1959.

## Estaciones de TBS News
| | Emisora                         | Señal de identificación | Área de trasmisión (Prefecturas)                           |
| --- | ------------------------------- | ----------------------- | ---------------------------------------------------------- |
| TBS | TBS TV / TBSテレビ              | JORX-DTV                | Tokio, Kanagawa, Saitama, Chiba, Gunma, Ibaraki, y Tochigi |
| MBS | MBS TV / MBSテレビ              | JOOY-DTV                | Osaka, Hyogo, Kioto, Nara, Shiga, y Wakayama               |
| CBC | CBC TV / CBCテレビ              | JOGX-DTV                | Aichi, Gifu y Mie                                          |
| ATV | Aomori TV / 青森テレビ          | JOAI-DTV                | Aomori                                                     |
| i-TV | i-Television 6 / あいテレビ     | JOEH-DTV                | Ehime                                                      |
| rkb | RKB Mainichi Hōsō / RKB毎日放送 | JOFR-DTV                | Fukuoka                                                    |
| TUF | TV-U Fukushima / テレビユー福島 | JOKI-DTV                | Fukushima                                                  |
| RCC | Chugoku Hōsō / 中国放送         | JOER-DTV                | Hiroshima                                                  |
| HBC | Hokkaidō Hōsō / 北海道放送      | JOHR-DTV                | Hokkaidō                                                   |
| MRO | Hokuriku Hōsō / 北陸放送        | JOMR-DTV                | Ishikawa                                                   |
| IBC | IBC Iwate Hōsō / IBC岩手放送    | JODF-DTV                | Iwate                                                      |
| RSK | Sanyo Hōsō / 山陽放送           | JOYR-DTV                | Kagawa y Okayama                                           |
| MBC | Minaminihon Hōsō / 南日本放送   | JOCF-DTV                | Kagoshima                                                  |
| KUTV | TV Kochi / テレビ高知           | JORI-DTV                | Kochi                                                      |
| RKK | Kumamoto Hōsō / 熊本放送        | JOBF-DTV                | Kumamoto                                                   |
| TBC | Tohoku Hōsō / 東北放送          | JOIR-DTV                | Miyagi                                                     |
| MRT | Miyazaki Hōsō / 宮崎放送        | JONF-DTV                | Miyazaki                                                   |
| SBC | Shin-etsu Hōsō / 信越放送       | JOSR-DTV                | Nagano                                                     |
| NBC | Nagasaki Hōsō / 長崎放送        | JOUR-DTV                | Nagasaki                                                   |
| BSN | Niigata Hōsō / 新潟放送         | JODR-DTV                | Niigata                                                    |
| OBS | Oita Hōsō / 大分放送            | JOGF-DTV                | Ōita                                                       |
| RBC | Ryukyu Hōsō / 琉球放送          | JORR-DTV                | Okinawa                                                    |
| BSS | San-in Hōsō / 山陰放送          | JOHF-DTV                | Shimane y Tottori                                          |
| SBS | Shizuoka Hōsō / 静岡放送        | JOVR-DTV                | Shizuoka                                                   |
| TUT | Tulip TV / チューリップテレビ   | JOJH-DTV                | Toyama                                                     |
| TUY | TV-U Yamagata / テレビユー山形  | JOWI-DTV                | Yamagata                                                   |
| tys | TV Yamaguchi / テレビ山口       | JOLI-DTV                | Yamaguchi                                                  |
| UTY | TV Yamanashi / テレビ山梨       | JOGI-DTV                | Yamanashi                                                  |
| Estas no son afiliadas en Akita (servidas por IBC), Fukui (servida por MRO en el norte y MBS en el sur) y Tokushima (servidas por MBS). |                                 |                         |                                                            |
| BS-TBS | BS-TBS (S-i)                    | --                      | Todo el país a través de TV por satélite.                  |